# Crastina montana
Crastina montana är en insektsart som beskrevs av Loginova 1964. Crastina montana ingår i släktet Crastina och familjen rundbladloppor. Inga underarter finns listade i Catalogue of Life.